# Mysia Góra Osiedle
Mysia Góra Osiedle – nieczynny wąskotorowy przystanek kolejowy pomiędzy Knurowem, a Żernicą w kilometrze 26,7 linii kolejowej Bytom Karb Wąskotorowy – Markowice Raciborskie Wąskotorowe Górnośląskich Kolei Wąskotorowych. W latach 1899–1945 odcinek, na którym znajduje się ten przystanek, był częścią kolei Gliwice Trynek – Rudy – Racibórz. Powstał na przełomie lat 60. i 70. XX wieku i funkcjonował do 1991 roku.